# Lingua Libre
Lingua Libre是法國維基媒體協會建立的一個線上協作專案與工具，用以建立使用使用自由授權條款的協作、多語言、視聽語料庫。

## 描述
Lingua Libre可以錄製任何語言的單字、短语或句子，包含口語（錄音）或手語（錄影）。
單字以列表的形式呈現給要錄製語音的人，該列表可能會是即時製作或是提前製作，又或是使用既有的維基媒體分類。錄製語音的人只需要念出螢幕上顯示的單字，當軟體偵測到唸完單字後的沉默時，就會跳到下一個單字。這個行為是在其建立者，Nicolas Vion，的協助下從開放原始碼軟體Shtooka錄製程式處借用，使得每小時錄製數百個單字成為可能。然後錄音會自動從網頁客戶端上傳至维基共享资源媒體庫。
2021年春季，Lingua Libre因史特拉斯堡發生火災而離線，但並未遺失任何錄音。

### 使用錄音
可在Lingua Libre或维基共享资源上查閱錄音。其主要用於其他維基媒體專案，例如用來說明维基词典中的條目或是維基百科文章中的專有名詞。
並可在語言教學環境中重複使用錄音，語言學習者可以免費下載發音並在流行的詞典軟體GoldenDict上使用。因此，此處的錄音可在GoldenDict上作為「發音詞典」使用，而不需要網際網路連線。
這些錄音也會在自然语言处理專案中重複使用，例如用來驅動Mozilla的DeepSpeech语音识别引擎。

## 版本
Lingua Libre於2015年1月23日啟動，經歷過三個主要版本：

### Lingua Libre v.1 (2016)
作為Languages of France專案的一部分，該專案目標是在維基媒體與網際網路專案上記錄並推廣法國的區域語言，Lingua Libre的概念於2015年11月開始，部份資金來自DGLFLF（法語及法國語言總代表團）。該專案的第一個版本於2016年8月推出。當時僅適用於錄音，Lingua Libre在2016年12月的奥克语工作坊上展示，然後呈現給線上維基媒體社群，也於2017年的國際活動上展示。

### Lingua Libre v.2 (2018)
2017年底全面重建。新版Lingua Libre是以MediaWiki為基礎，使用Wikibase與OAuth以便更好地融入維基媒體環境。其介面透過Translatewiki.net翻譯，因此該專案可被大量社群使用。新版的網站於2018年6月準備就緒，並於2018年8月向大眾開放。

### Lingua Libre v.2.2 (2020)
2020年，平台發生重大變化；有了專為該網站開發的新外觀，而.org網域也取代了先前使用的.fr網域。Lingua Libre現在支援透過視訊錄製手語。

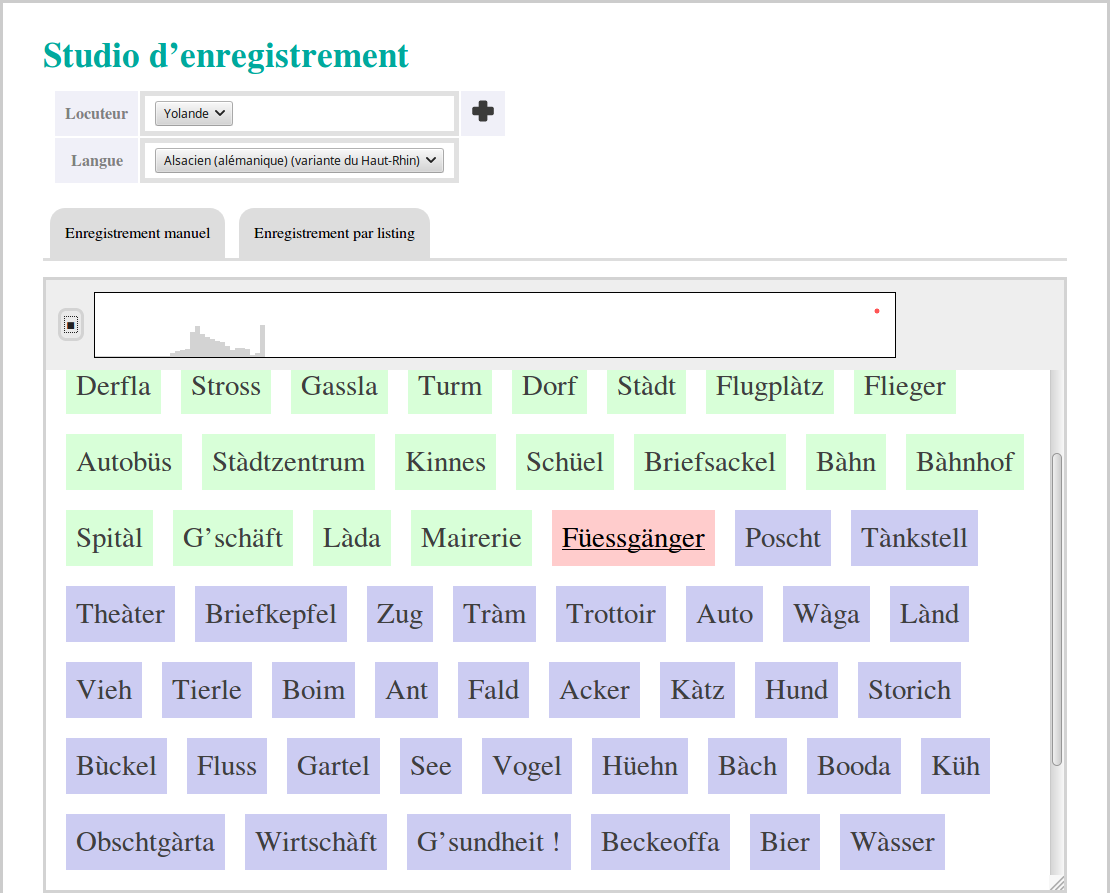
2017年9月 (v.1) 時的錄音室畫面
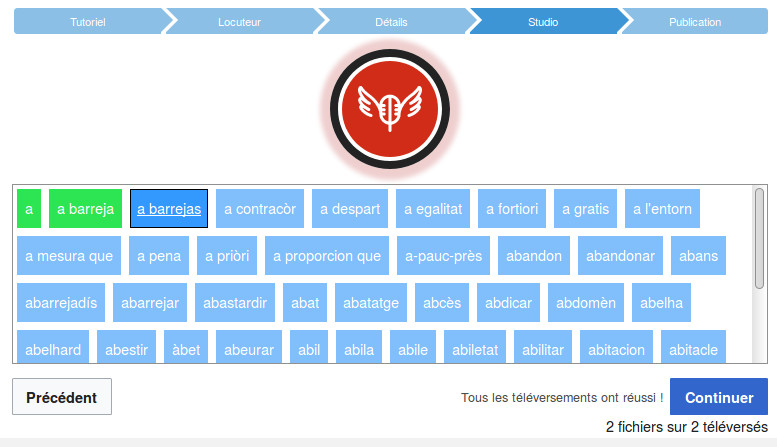
2018年12月 (v.2) 時的錄音室畫面
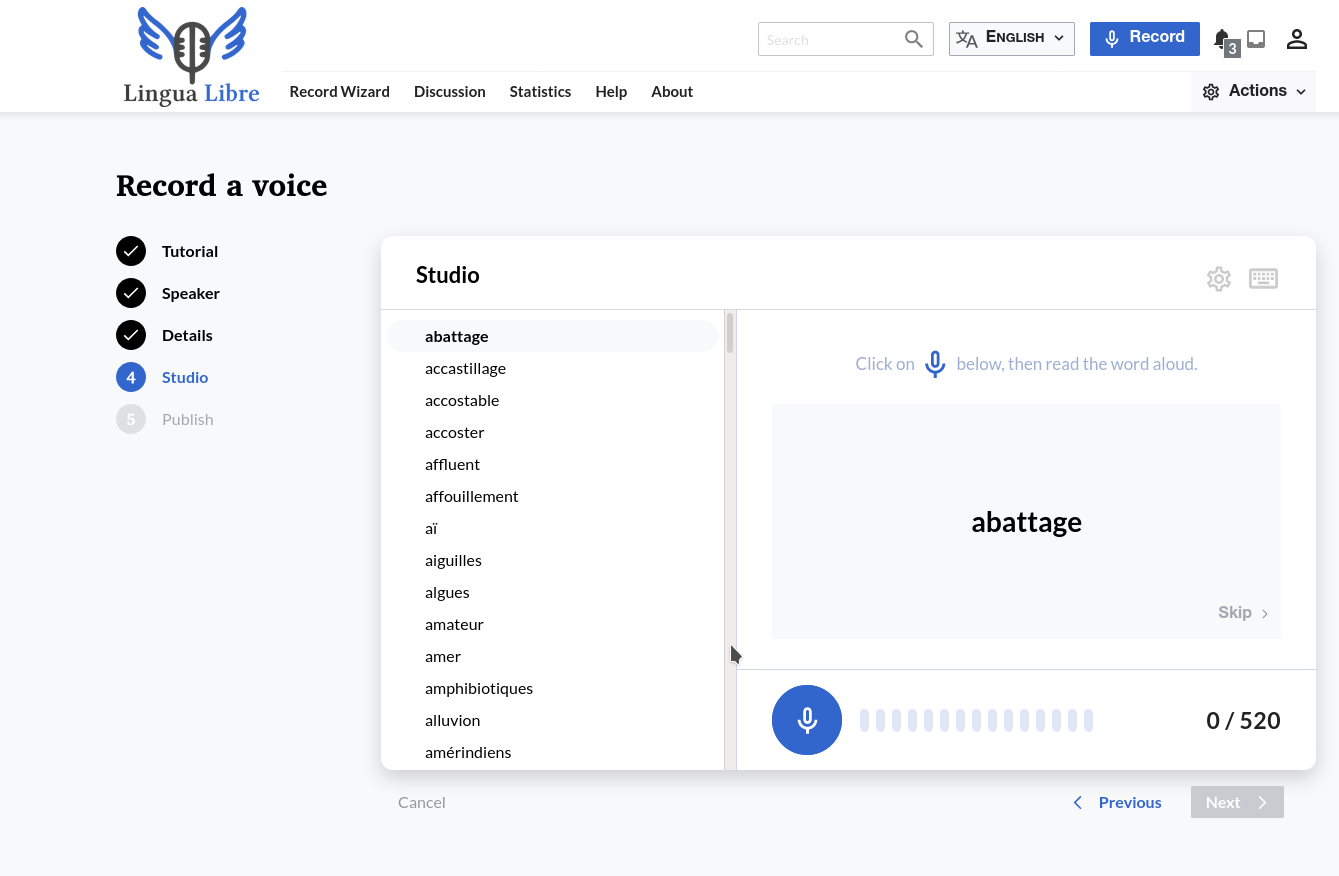
2020年10月 (v.2.2) 時的錄音室畫面

## 統計資料

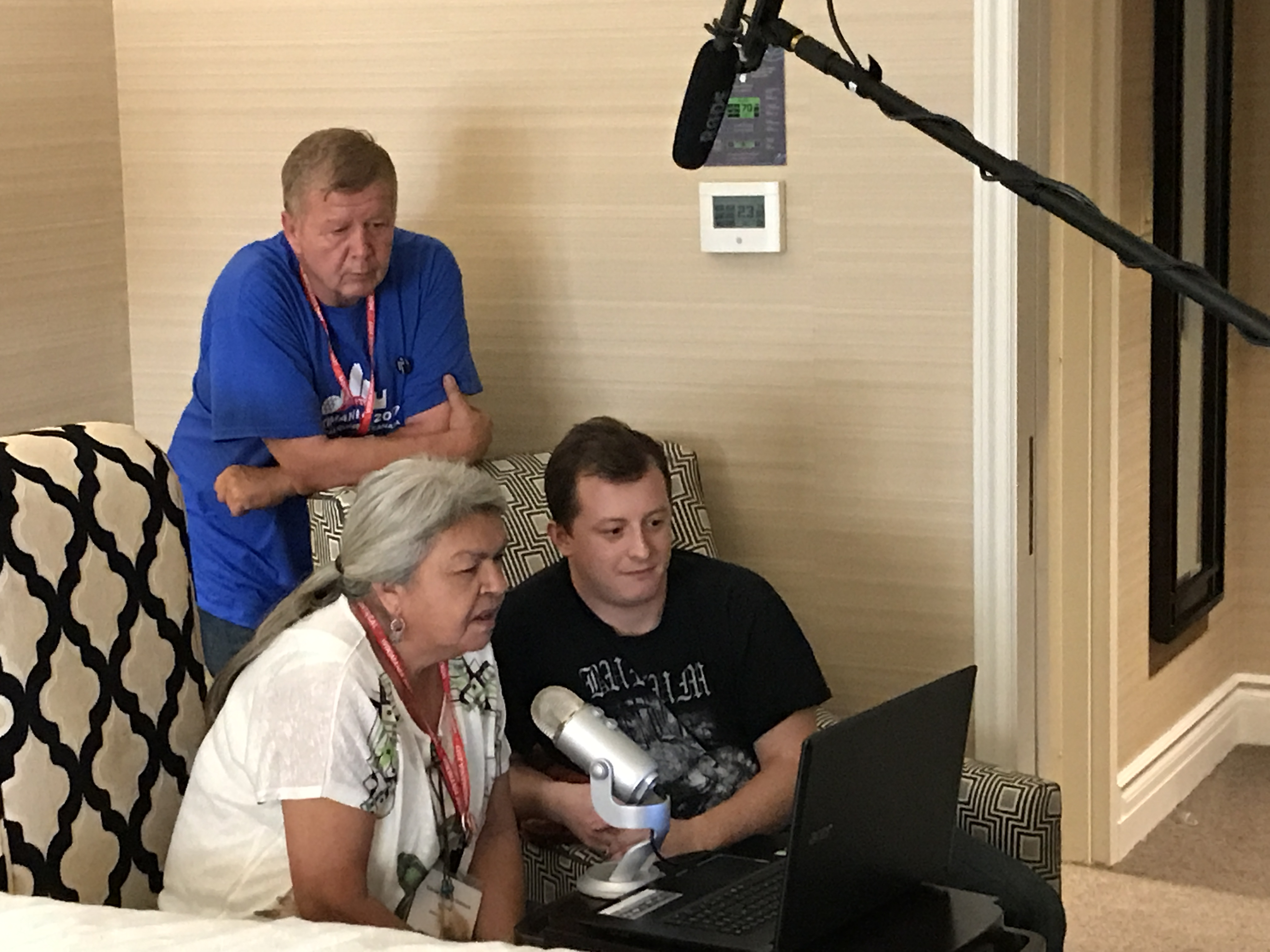
2017年在蒙特婁時與一位講阿提卡米克语的人一起錄音。

在專案啟動的前兩年，大約製作了一萬份的錄音。向v.2的過渡也同時伴隨著貢獻的快速增加。在不到一年的時間內，錄音的數量增加超過十倍，於2019年5月時就超過十萬份，這些錄音是由127位貢獻者以近50種語言錄製的。到了2020年9月，該平台已有90種語言的超過三十萬份錄音，貢獻者超過350人。2021年6月達到了五十萬份錄音的里程碑這要歸功於120種語言的540名貢獻者。

## 外部連結
- 官方网站
- . RFI.fr. 2017-03-22  [2020-12-02]. （原始内容存档于2021-12-16） （法语）.